# Lui, il diavolo!
Lui, il diavolo! (悪魔で候?, Akuma de sorō) è un manga shōjo di Mitsuba Takanashi edito in Italia da Star Comics su Mitico.
Il titolo originale del fumetto è Akuma de sorō, che letteralmente vuol dire "Il diavolo esiste" in una forma antiquata di giapponese.

## Trama
Kayano Saito è un'impacciata diciassettenne orfana di padre ed innamorata di Yuichi Kamijo, il capitano della squadra di basket della sua scuola. Un giorno consegna per sbaglio la lettera d'amore che gli aveva scritto a Takeru Edogawa, il dispotico figlio del preside: questi la ricatta costringendola a fargli da serva, altrimenti svelerà pubblicamente il suo sentimento per Yuichi; Kayano è quindi costretta a stare alle regole di Takeru, detto "il principe" (per il suo fascino e la sua alterigia) e capo della banda di bulli della scuola. Un mattino, Kayano trova la sua lettere d'amore appesa nella bacheca pubblica: pensando sia stato Takeru ad affiggerla lo schiaffegia in pubblico e decide di allontanarsi da lui; tornata a casa, però, scopre che sua madre sta per risposarsi proprio col padre di Takeru, il preside della scuola. Kayano scopre che la lettera è stata affissa da Rika, una fan di Takeru: Kayano torna quindi dal ragazzo per scusarsi, e questo la bacia; Yuichi li scopre e maltratta la ragazza: solo l'intervento di Takeru la salva dai modi bruschi di Yuichi. Da questo momento Kayano comincia ad intravedere in Takeru molti pregi nascosti sotto un'apparente freddezza, e si innamora sempre più di lui, osteggiata però dal fatto che presto Takeru diventerà legalmente suo fratello.

## Personaggi
Kayano SaitoProtagonista della storia, è un'impacciata e timida diciassettenne alle prese con i primi amori. Le sue migliori amiche, Haru e Nacchan, le danno la carica per risolvere i problemi che le si pongono davanti. Si innamora del suo futuro fratellastro Takeru Edogawa, sebbene lui in un primo momento l'abbia ricattata in seguito ad un incidente. Kayano stringerà un'amicizia anche con Rika, un'amica d'infanzia di Takeru pronta a rubarle il ragazzo all'inizio della storia.
Gli ostacoli che dovrà affrontare la renderanno più forte e sicura di sé: raggiunge la sua massima maturazione quando rivela alla madre i propri sentimenti per il fratellastro.
Takeru EdogawaAffascinante nonché incontrollabile coprotagonista della storia. Ha sedici anni ed è il figlio maggiore del preside Mamoru e, in seguito al fidanzamento di suo padre e della madre di Kayano, diventerà il fratellastro di quest'ultima, della quale non tarderà ad innamorarsi. Ha un atteggiamento dispotico ed è riuscito a conquistarsi molti ammiratori e seguaci (primi tra tutti i suoi compagni di classe), ma rivelerà a poco a poco di essere in realtà una persona molto profonda.
Ha un cattivo rapporto con la madre, Mitsuko, con la quale riuscirà però a ristabilire un legame entro la fine della storia, trasferendosi addirittura con lei in Italia per un determinato periodo.
Yuichi KamijoTimido capitano della squadra di basket, frequenta la stessa classe della protagonista, per la quale inizialmente pare provare un sentimento d'amore. Dopo il rifiuto della ragazza, si fidanzerà con la migliore amica di questa, Haru.
Rika MoroboshiAmica d'infanzia di Takeru, venera il ragazzo alla stregua di un principe ed è innamorata di lui fin dalle medie. Pagherà delle ragazze per farsi picchiare, in modo da essere coccolata da Edogawa e far capire a Kayano che il rapporto che la lega al coetaneo è più forte di quello che ha con lei. Non riuscirà nei suoi intenti e si farà da parte, riuscendo a diventare addirittura amica di Kayano.
YuzuruFratello minore di Takeru, vive con la madre di questo. Prova un profondo rancore verso il "principe", nei confronti del quale prova un forte complesso di inferiorità. Riuscirà a sanare le proprie ferite e a far pace con il fratello.
Rumi SaionjiRagazzina di buona famiglia, viene scelta dalla nonna di Takeru come promessa sposa di quest'ultimo. Si trasferisce per un determinato periodo nella scuola dei due protagonisti, ma non ottiene alcun risultato.

## Creazione e sviluppo
Il protagonista maschile della storia, Takeru Edogawa, è ispirato al celebre Hide, chitarrista degli X Japan morto il 2 maggio del 1998, così come afferma la stessa autrice durante lo svolgimento del manga.

## Media

### Manga
In Giappone sono uscite due edizioni del fumetto: la prima in 11 volumi pubblicata fra il luglio del 1999 ed il dicembre del 2002, l'altra in sette volumi in versione deluxe, con nuove copertine, dal febbraio al giugno del 2008.
L'ultimo volumetto della prima edizione, l'undicesimo, contiene la fine della storia ed un racconto più vecchio della stessa autrice, intitolato Il coniglio che sapeva volare. L'ultimo volumetto della ristampa, il settimo, contiene invece la storia breve Bikō Route, precedentemente contenuta nell'omonimo volumetto.
L'edizione italiana consta di 11 volumi da 192 pagine circa, di pubblicazione mensile.

### Drama CD
A Lui, il diavolo! è stato dedicato un drama CD, cioè un CD che contiene i dialoghi del fumetto recitati da attori. L'ultimo brano è una canzone della rock band The Turtles.
- 23 agosto 2000 - Akuma de sorō Dangerous Love Wars
  1. Dai 1 shō Raishū (第1章 来襲? "Capitolo 1 Attacco")
  2. Dai 2 shō Ryakudatsu (第2章 略奪? "Capitolo 2 Saccheggio")
  3. Dai 3 shō Toriko Role (第3章 虜ロール? "Capitolo 3 Il ruolo della vittima")
  4. Dai 4 shō Fuyū (第4章 浮遊? "Capitolo 4 Galleggiamento")
  5. The Turtles - Kuro neko no mori (黒猫の森? "Il bosco del gatto nero")

### Telefilm
In Giappone non sono state tratte versioni filmiche di Lui, il diavolo!, né animate né dal vivo, ma a Taiwan è stato realizzato un telefilm intitolato E Mo Zai Shen Bian (惡魔在身邊S), noto anche come Devil Beside You e composto da 20 episodi trasmessi fra il 25 giugno ed il 18 settembre 2005. La serie è stata pubblicata su DVD e raccolta in un cofanetto, pubblicato il 28 novembre 2007, che contiene 6 dischi (5 + 1 di contenuti speciali) con sei puntate in più della versione televisiva, per un totale di 20 episodi.